# Bronislav Šimša
Bronislav Šimša (* 30. června 1957), uváděný též jako Szymsza, je bývalý český fotbalový obránce.

## Fotbalová kariéra
V československé lize hrál za Slavii Praha. Nastoupil v 1 ligovém utkání, gól v lize nedal. Ve druhé nejvyšší soutěži hrál za Baník Havířov.
Od čtvrtku 20. prosince 2012 je ředitelem MFK Havířov.

## Ligová bilance
| Ročník                                   | Zápasy | Góly | Klub          |
| ---------------------------------------- | ------ | ---- | ------------- |
| 1. československá fotbalová liga 1978/79 | 1      | 0    | Slavia Praha  |
| česká národní fotbalová liga 1987/88     | 17     | 3    | Baník Havířov |
| CELKEM                                   | 1      | 0    |               |